# Gerson de Britto Mello Boson

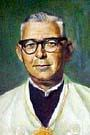
Gerson de Britto Mello Boson

Gerson de Brito Mello Boson (Piracuruca, 1914 — Belo Horizonte, 2001) foi um internacionalista e jusfilósofo brasileiro. Catedrático de Direito Internacional Público da Universidade Federal de Minas Gerais, foi um dos pioneiros no Brasil dos estudos e pesquisas de Constitucionalização do Direito Internacional e Internacionalização do Direito Constitucional, assim como expoente do Culturalismo Jurídico.

## Vida acadêmica

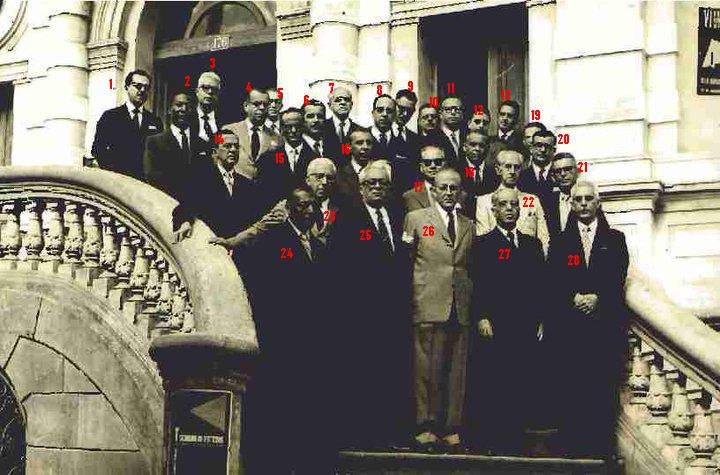
Professores da Faculdade de Direito da então Universidade de Minas Gerais; foto da década de 1950, em frente ao prédio antigo da faculdade, demolido em janeiro de 1958.

Formou-se pela Faculdade de Direito da Universidade Federal de Minas Gerais, em 1944. Defendeu tese para a cátedra de Direito Internacional Público da Faculdade de Direito da UFMG, passando a integrar seu quadro docente em 1952.
Foi Professor Catedrático, Emérito, de Direito Internacional Público e Titular de Filosofia do Direito, pós-graduação, da FDUFMG.
Foi Professor Titular de Filosofia do Direito e de Direito Internacional Público da Pontifícia Universidade Católica de Minas Gerais (PUC-MG).
Membro da Academia Mineira de Letras. Membro da Sociedade Brasileira de Direito Internacional. Membro do Instituto Hispano-Luso-Americano de Direito Internacional. Membro da International Law Association. Membro da Asociación Argentina de Derecho Internacional. Membro do Instituto Histórico de Minas Gerais

### Reitoria
Foi Reitor da Universidade Federal de Minas Gerais pelo período de Fevereiro de 1967 a outubro de 1969, quando foi cassado pelos militares.
Sua passagem pela Universidade Federal de Minas Gerais é considerada uma das mais importantes para a instituição. Em apenas dois anos e meio de mandato, envidou a criação do Museu de História Natural e do Jardim Botânico; a criação do Instituto de Ciências Exatas, do Instituto de Ciências Biológicas, do Instituto de Geociências, da Escola de Enfermagem e do Centro Pedagógico; a montagem do Centro Astronômico na Serra da Piedade e a criação do Centro Tecnológico. Desenvolveu, assim, a UFMG, para os limites que, praticamente, foram os seus limites até 2007, quando a Universidade passou por novo processo de expansão mediante o Programa de Reestruturação e Expansão das Universidades Federais (REUNI).

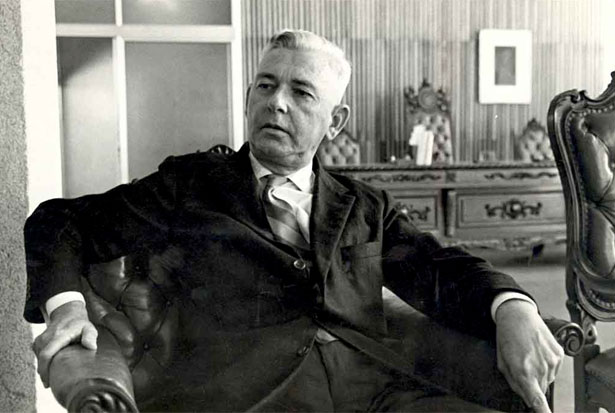

No campo das artes, marca do seu Reitorado foi a execução do mural sobre a Inconfidência Mineira, no hall do Edifício da Reitoria, de autoria da artista plástica e professora da Escola de Belas Artes, Yara Tupynambá. Ainda que no contexto de ditadura militar, a obra contém frase encomendada pelo Reitor Boson, de sua autoria: “Condição primeira para a cultura é a liberdade”.

Também o Festival de Inverno da UFMG foi criado no seu reitorado.

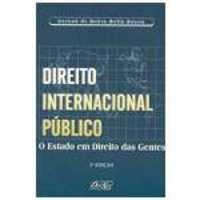
Direito Internacional Público: o Estado em Direito das Gentes

Em 1968, mais de 200 estudantes foram presos numa invasão da Faculdade de Medicina, na Avenida Alfredo Balena, que começou com uma batalha nas ruas e terminou dentro do prédio da Escola. Democrata, Boson era tido pelo regime como “omisso”, por não respaldar a ação militar e a “caça subsersiva” ao corpo docente e discente. Em ato de Junta Militar que governou o país com a doença de Arthur da Costa e Silva, Gerson Boson foi aposentado compulsoriamente em 13 de outubro de 1969.
Foi também Reitor-fundador da Universidade do Estado de Minas Gerais, a UEMG (em dois momentos: em 1991, no Governo Newton Cardoso e, mais tarde, durante o Governo Itamar Franco).

## Vida Pública

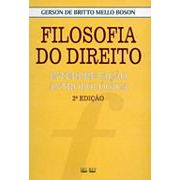
Filosofia do Direito: interpretação antropológica

Secretário de Estado da Casa Civil (Governo Newton Cardoso)
Secretário de Estado da Educação em Minas Gerais (Governo Israel Pinheiro)
Conselheiro Federal da OAB
Juiz do Tribunal Regional Eleitoral de Minas Gerais

## Livros publicados
- Da realidade e hierarquia dos valores: versão axiológica da cultura internacional. Belo Horizonte: Imprensa Oficial, 1951.
- O homem como sujeito de direito internacional. Belo Horizonte: [s.n.], 1951.
- Fundamentos do direito internacional. Belo Horizonte: [s.n.], 1957.
- Curso de direito internacional publico. Belo Horizonte: Bernardo Alvares, 1958
- A problemática universitária. Belo Horizonte: Univ. Federal de Minas Gerais, 1968.
- Internacionalização dos direitos do homem. São Paulo: 1972.
- O F.M.I. e a soberania nacional. Belo Horizonte: Faculdade de Direito da UFMG, Cadernos de Pós-graduação, 1984.
- Filosofia do direito: interpretação antropológica. 2. ed. Belo Horizonte: Del Rey, 1996.
- Constitucionalização do direito internacional: internacionalização do direito constitucional; Belo Horizonte: Del Rey, 1996.
- Direito internacional público: o Estado em direito das gentes. 3. ed. Belo Horizonte: Del Rey, 2000.